# Homosassa Springs, Florida
Homosassa Springs, Florida (енгл. Homosassa Springs) насељено је место без административног статуса у америчкој савезној држави Флорида.

## Демографија
По попису из 2010. године број становника је 13.791, што је 1.333 (10,7%) становника више него 2000. године.
| Група             | 2000.          | 2010.          |
| Белци             | 11.822 (94,9%) | 12.805 (92,9%) |
| Афроамериканци    | 112 (0,9%)     | 129 (0,9%)     |
| Азијати           | 61 (0,5%)      | 101 (0,7%)     |
| Хиспаноамериканци | 260 (2,1%)     | 497 (3,6%)     |
| Укупно            | 12.458         | 13.791         |